# Fissidens ellipticoides
Fissidens ellipticoides là một loài Rêu trong họ Fissidentaceae. Loài này được Brugg.-Nann. & Kurschner mô tả khoa học đầu tiên năm 2004.